# Хеґру
Хеґру (груз. ხეღრუ) — село в Грузії.
За даними перепису населення 2014 року в селі проживає 557 осіб.